# أكياد البحرية
قرية أكياد البحرية هي إحدى القرى التابعة لمركز فاقوس في محافظة الشرقية في جمهورية مصر العربية. حسب إحصاءات سنة 2006، بلغ إجمالي السكان في أكياد البحرية 21367 نسمة، منهم 10830 رجل و10537 امرأة.

## التاريخ
قرية أكياد البحرية من القرى القديمة، حيث وردت باسم «سلمون» من أعمال الشرقية في كتاب «التحفة السنية في أسماء البلاد المصرية» لابن الجيعان الذي حصر القرى المصرية بعد الروك الناصري الذي أجراه السلطان المملوكي الناصر محمد بن قلاوون سنة 715هـ/1315م، وقال ابن الجيعان أن سلمون من توابع قبر الوايلي، قال محمد رمزي أنها خَرُبت في العهد العثماني، فقُيّدت أراضيها في تاريخ 1228هـ/1813م باسم «إكياد الغتاورة»، ضمن قرى مديرية الشرقية. وفي سنة 1351هـ/1932م بعد فصل إكياد القبلية أصبحت تُعرف بإكياد البحرية.